# Навіщо турбуватися?
«Навіщо турбуватися?» (англ. Why Worry?) — американська пригодницька кінокомедія режисера Фреда С. Ньюмейєра 1923 року.

## Сюжет
Молодий мільйонер схиблений на власному здоров'ї. Він вирушає відпочивати на відокремлений острів. Там він знайде зцілення від усіх хвороб.

## У ролях
- Гарольд Ллойд — Гарольд ван Фелам
- Джобіна Ролстон — медсестра
- Джон Аасен — Колос
- Воллес Гоу — камердинер
- Джим Мейсон — Джим Блейк
- Лео Вайт — Геркулео
- Гейлорд Ллойд — чоловік
- Марк Джонс — капітан